# Port lotniczy Bukareszt-Otopeni
Port lotniczy Bukareszt-Otopeni, oficjalnie Aeroportul Internațional Henri Coandă (IATA: OTP, ICAO: LROP) – międzynarodowe lotnisko położone 16 km na północ od Bukaresztu. Jest największym portem lotniczym Rumunii. W 2015 obsłużył ponad 9 milionów pasażerów. Jest jednym z dwóch portów lotniczych obsługujących stolicę Rumunii (drugi to Băneasa), nazwa pochodzi od rumuńskiego pioniera lotniczego Henri Coandă, twórcy samolotów Coandă 1910 i odkrywcy efektu Coandy. Do maja 2004 r. został oficjalnie nazwany Międzynarodowy Port lotniczy Bukareszt Otopeni (rum. Aeroportul Otopeni International București), pod którą jest powszechnie znany.

## Historia

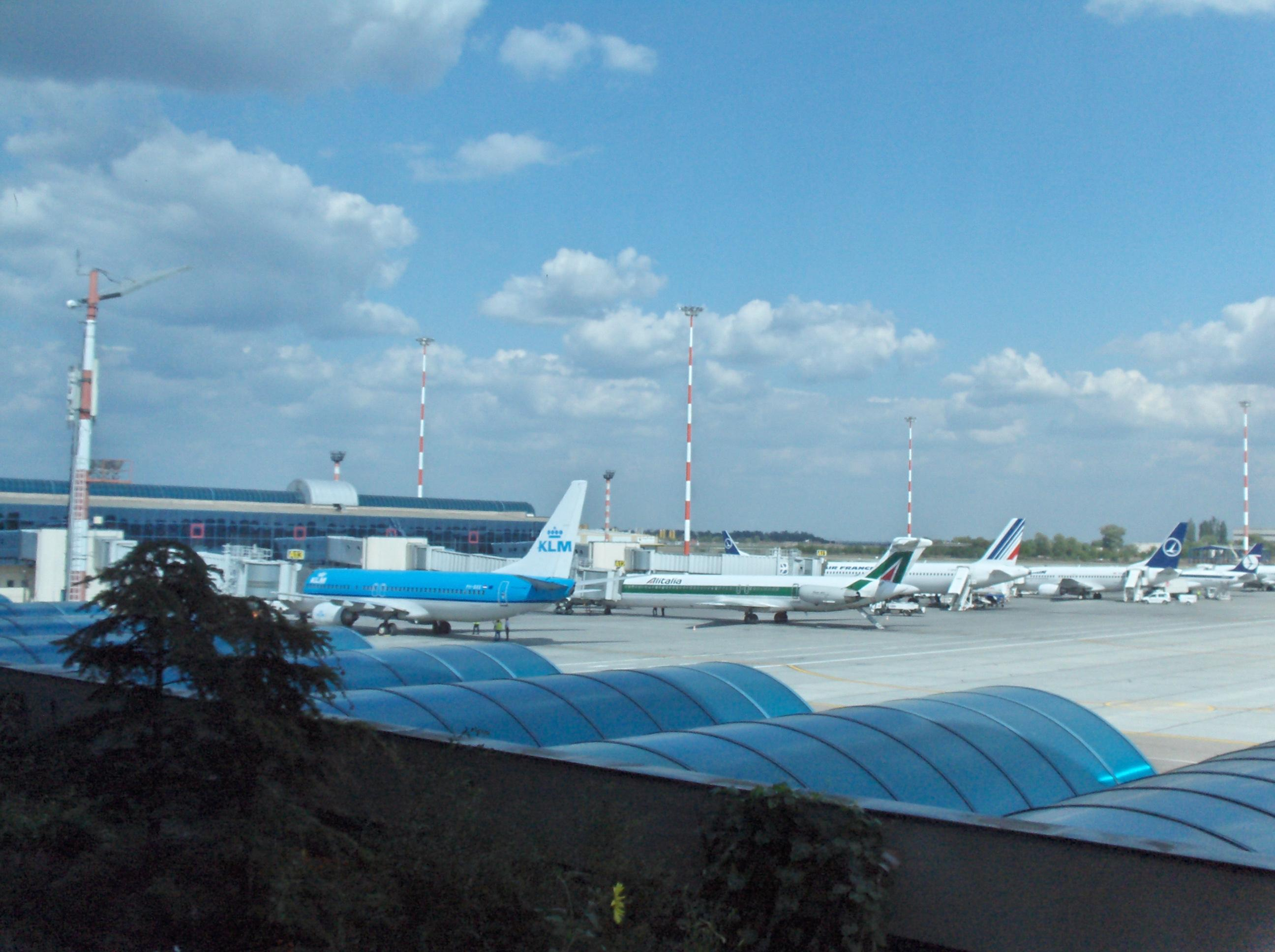
Międzynarodowa Hala Odlotów

Podczas II wojny światowej, lotnisko w Otopeni było wykorzystywane jako baza lotnicza przez niemieckie lotnictwo. Do 1965 roku było ograniczone do celów wojskowych, i było jedną z głównych baz Rumuńskich Sił Powietrznych, z pasem startowym 1200 m. Przed 1965 r., Lotnisko Băneasa był jedynym portem lotniczym Bukaresztu wykorzystywanym do lotów pasażerskich, jednak wraz ze wzrostem ruchu lotniczego, nowy port lotniczy został zbudowany w Otopeni, gdzie istniała wcześniej baza wojskowa. Istniejący pas startowy został zmodernizowany, przedłużony do 3500 m, co czyniło go jednym z najdłuższych w Europie w tym czasie (1965). Ponadto wybudowano nowy terminal pasażerski dla lotów krajowych i międzynarodowych o przepustowości ok. 4 mln. pasażerów rocznie (łącznie z tranzytem).
Na początku lat 70. terminal pasażerski obsługiwał 1,1–1,2 miliona pasażerów rocznie. Lotnisko powoli stawało się coraz bardziej wykorzystywane przez linie lotnicze, z coraz większą liczbą pasażerów, w 1986 r., weszło w nową fazę rozwoju. Wybudowano drugi, 3500-metrowy pas startowy, jak również związane z nim drogi kołowania. System oświetlenia lotniska został poprawiony i zdolność lotniska została zwiększona do 35-40 operacji na godzinę.
W 1992 roku lotnisko Otopeni stało się regularnym członkiem Airports Council International (ACI). W 1997 r., otwarto nową halę odlotów międzynarodowych, o przepustowości 1000-1200 pasażerów na godzinę. Oryginalny budynek lotniska Otopeni o arkadowej fasadzie został przemianowany na halę przylotów międzynarodowych, a w roku 2003 przeznaczony dla lotów krajowych.
Lotnisko posiada kategorię IIIb ILS.

## Linie lotnicze i połączenia
| Linia lotnicza                | Kierunek |
| ----------------------------- | --- |
| Aegean Airlines               | 1. Ateny |
| AeroItalia                    | 1. Rzym-Fiumicino (od 4 lutego 2024) |
| Air France                    | 1. Paryż-Charles de Gaulle |
| Air Serbia                    | 1. Belgrad |
| Air Baltic                    | 1. Ryga |
| Animawings                    | Sezonowo: 1. Chania 2. Faro (od 4 czerwca 2024) 3. Korfu 4. Heraklion 5. Kefalonia 6. Kos 7. Marrakesz (od 29 grudnia 2024) 8. Mykonos 9. Palma de Mallorca (od 14 lipca 2024) 10. Rodos 11. Santorini 12. Zakintos |
| Arkia Israel Airlines         | Sezonowo: 1. Tel Awiw |
| Austrian Airlines             | 1. Wiedeń |
| Azerbaijan Airlines           | 1. Baku (od 3 czerwca 2024) |
| British Airways               | 1. Londyn-Heathrow |
| Corendon Airlines             | Sezonowo: 1. Antalya |
| Croatia Airlines              | Sezonowo: 1. Split |
| El Al                         | 1. Tel Awiw |
| Eurowings                     | 1. Düsseldorf 2. Stuttgart |
| Flydubai                      | 1. Dubaj |
| HiSky                         | 1. Barcelona 2. Bordeaux 3. Bruksela 4. Kiszyniów 5. Kluż-Napoka 6. Dublin 7. Frankfurt 8. Malaga 9. Nowy Jork-JFK (od 7 czerwca 2024) 10. Tel Awiw 11. Timișoara |
| KLM                           | 1. Amsterdam |
| LOT                           | 1. Warszawa-Okęcie |
| Lufthansa                     | 1. Frankfurt 2. Monachium |
| Luxair                        | 1. Luksemburg |
| Norwegian Air Shuttle         | 1. Oslo-Gardermoen |
| Pegasus Airlines              | 1. Stambuł-Sabiha Gökçen Sezonowo: 1. Antalya |
| Qatar Airways                 | 1. Doha |
| Ryanair                       | 1. Amman 2. Paryż-Beauvais 3. Mediolan-Bergamo 4. Berlin 5. Birmingham 6. Bolonia 7. Bristol 8. Katania 9. Bruksela-Charleroi 10. Dublin 11. Edynburg 12. Genua (powrót od 31 marca 2024) 13. Leeds/Bradford (od 2 maja 2024) 14. Londyn-Stansted 15. Madryt 16. Malaga (od 1 czerwca 2024) 17. Malta 18. Manchester 19. Marsylia 20. Mediolan-Malpensa 21. Neapol 22. Pafos 23. Pescara 24. Piza 25. Rzym-Ciampino 26. Tel Awiw 27. Saloniki 28. Tirana 29. Treviso 30. Wiedeń Sezonowo: 1. Chania 2. Korfu 3. Palermo 4. Palma de Mallorca 5. Perugia 6. Skiathos (od 2 czerwca 2024) 7. Zadar |
| Sky Express (Greece)          | Sezonowe czartery: 1. Heraklion |
| SunExpress                    | 1. Antalya (powrót od 6 maja 2024) |
| Swiss International Air Lines | 1. Zurych |
| TAROM                         | 1. Amman 2. Amsterdam 3. Ateny 4. Baia Mare 5. Bejrut 6. Belgrad 7. Bruksela 8. Budapeszt 9. Kair 10. Kiszyniów 11. Kluż-Napoka 12. Frankfurt 13. Jassy 14. Stambuł 15. Londyn-Heathrow 16. Madryt 17. Oradea 18. Paryż-Charles de Gaulle 19. Praga 20. Rzym-Fiumicino 21. Satu Mare 22. Sofia 23. Suczawa 24. Tel Awiw 25. Saloniki 26. Timișoara Sezonowo: 1. Nicea 2. Strasburg |
| Turkish Airlines              | 1. Stambuł |
| Wizz Air                      | 1. Abu Zabi 2. Alicante 3. Ateny 4. Barcelona 5. Bari 6. / Bazylea/Miluza 7. Paryż-Beauvais 8. Mediolan-Bergamo 9. Billund 10. Birmingham 11. Bolonia 12. Castellón 13. Katania 14. Bruksela-Charleroi 15. Kopenhaga 16. Dortmund 17. Dubaj 18. Eindhoven 19. Genewa 20. Glasgow 21. Dżudda 22. Kiszyniów (od 30 marca 2025) 23. Leeds/Bradford 24. Lipsk (od 4 czerwca 2024) 25. Liverpool 26. Lizbona 27. Londyn-Gatwick 28. Londyn-Luton 29. Luksemburg 30. Lyon 31. Madryt 32. Malaga 33. Malta 34. Memmingen 35. Neapol 36. Nicea 37. Norymberga 38. Piza 39. Praga 40. Rzym-Fiumicino 41. Salzburg (od 2 kwietnia 2024) 42. Oslo-Torp 43. Sewilla 44. Sztokholm-Skavsta 45. Tel Awiw 46. Teneryfa-Południe 47. Saloniki 48. Tirana 49. Treviso 50. Turyn 51. Walencja 52. Saragossa Sezonowo: 1. Alghero 2. Antalya 3. Heraklion 4. Korfu 5. Mykonos 6. Palma de Mallorca 7. Preweza 8. Santander 9. Santorini 10. Skiathos 11. Zakintos |

### Cargo
| Linia lotnicza | Kierunek                      |
| -------------- | ----------------------------- |
| DHL Aviation   | 1. Lipsk 2. Mediolan-Malpensa |
| Turkish Cargo  | 1. Stambuł                    |
| UPS Airlines   | 1. Kolonia/Bonn               |

## Usługi

### Usługi dla pasażerów

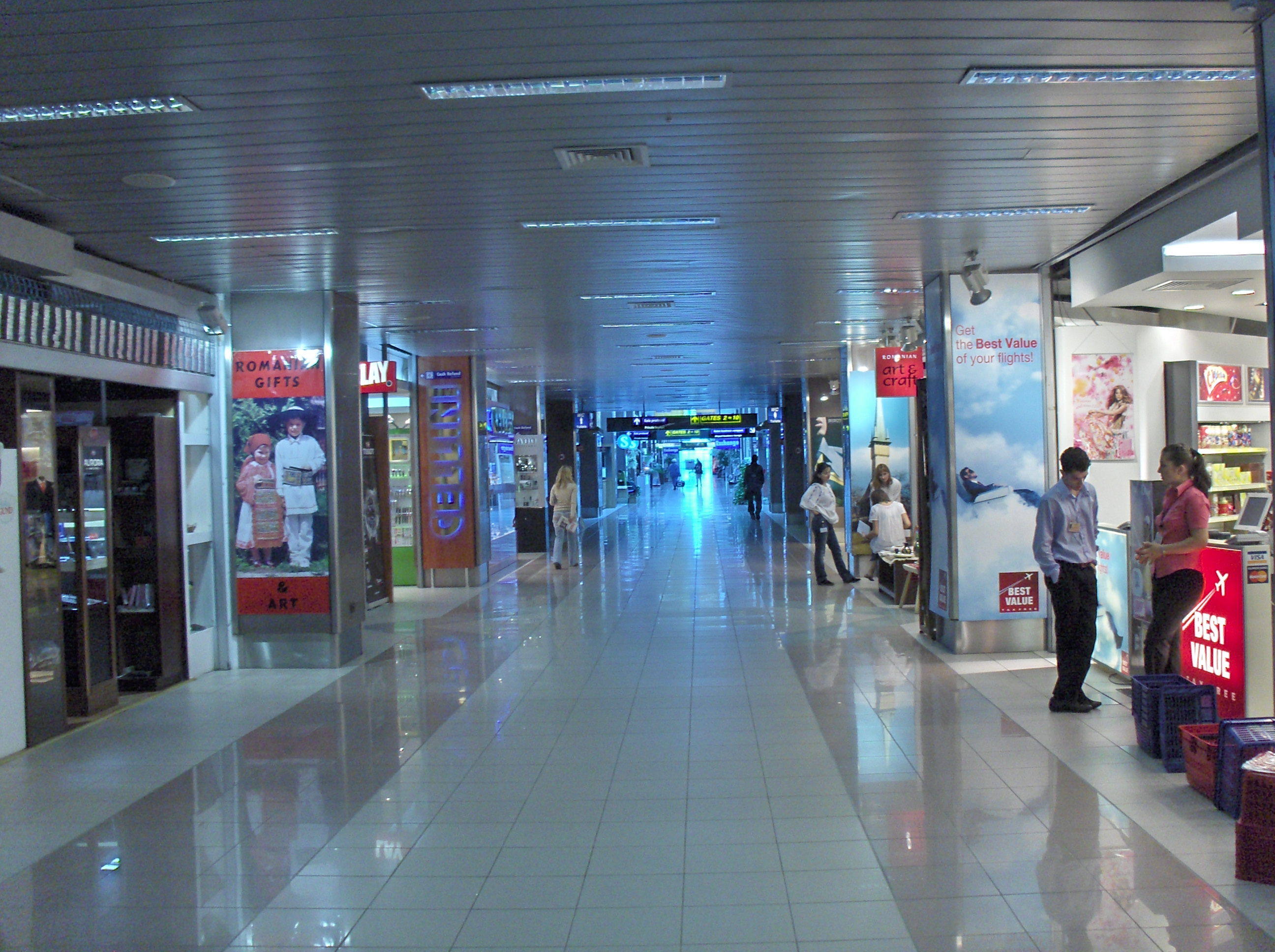
Strefa wolnocłowa

Obszar Międzynarodowy odlotów jest wyposażony w wiele sklepów, kawiarni, salonów, kafejek internetowych i wiele innych. Istnieje również kaplica na pierwszym poziomie Międzynarodowej hali odlotów. Obiekty na terenie lotniska są łatwo dostępne dla osób niepełnosprawnych. Wszystkie obiekty są opisane w języku rumuńskim i angielskim.

### Usługi pomocnicze
Głównym operatorem transportu na lotnisku jest Globeground, drugim jest Menzies. Usługi cateringowe świadczone są przez Alpha Rocas.

## Statystyki
W 2010 Port lotniczy Bukareszt-Otopeni obsłużył 4 917 952 pasażerów, wzrost wyniósł 9,7% w porównaniu do 2009 roku.
| Miasto    | Lotnisko                                     | Liczba rejsów tygodniowo (April 2011) | Linie lotnicze                       |
| --------- | -------------------------------------------- | ------------------------------------- | ------------------------------------ |
| Wiedeń    | Port lotniczy Wiedeń-Schwechat               | 44                                    | Austrian Airlines, Niki, TAROM       |
| Monachium | Port lotniczy Monachium                      | 41                                    | Lufthansa, Lufthansa Regional, TAROM |
| Paryż     | Port lotniczy Paryż-Roissy-Charles de Gaulle | 34                                    | Air France, TAROM                    |
| Stambuł   | Port lotniczy Stambuł                        | 33                                    | TAROM, Turkish Airlines              |
| Frankfurt | Port lotniczy Frankfurt                      | 32                                    | Lufthansa, TAROM                     |
| Amsterdam | Port lotniczy Amsterdam-Schiphol             | 32                                    | KLM, TAROM                           |
| Budapeszt | Port lotniczy Budapeszt-Ferihegy             | 30                                    | Malév, TAROM                         |
| Madryt    | Port lotniczy Madryt-Barajas                 | 22                                    | easyJet, TAROM, Vueling              |
| Londyn    | Port lotniczy Londyn-Heathrow                | 21                                    | British Airways, TAROM               |
| Tel Awiw  | Port lotniczy Ben Guriona                    | 21                                    | El Al, TAROM                         |

## Transport

### Kolej
Bezpośrednie połączenie kolejowe do głównego dworca kolejowego, Gara de Nord, biegnie w odległości ok. 900 m od lotniska. Autobusy wahadłowe łączą stację kolejową z halą odlotów i przylotów, a bilety są ważne zarówno na pociągi jak i autobusy.
Kolejny etap rozbudowy portu lotniczego ma na celu zlokalizowanie stacji kolejowej na lotnisku.

### Autobus
Port lotniczy Bukareszt-Otopeni jest podłączony do spółki publicznej, systemu transportu RATB. Linia 780 świadczy połączenia ekspresowym autobusem do Gara de Nord w Bukareszcie a linia 783 zapewnia połączenie ekspresowym autobusem kursującym do centrum miasta.

### Taxi
Lotnisko posiada miejsca postoju dla taksówek. Taksówki są licencjonowane przez Departament Transportu, ale również taksówki licencjonowane w Bukareszcie mogą obsługiwać trasy do lotniska.

### Samochód
Lotnisko położone jest 16,5 km na północ od centrum Bukaresztu, z którym jest połączone przez trasę DN1. Autostrada A3 połączy lotnisko i miasto po zakończeniu jej budowy.